# Gymnophthalmus cryptus
Gymnophthalmus cryptus är en ödleart som beskrevs av  Marinus S. Hoogmoed COLE och AYARZAGUENA 1992. Gymnophthalmus cryptus ingår i släktet Gymnophthalmus och familjen Gymnophthalmidae. Inga underarter finns listade i Catalogue of Life.